# Реборн (коммуна)
Реборн (нем. Rehborn) — община в Германии, в земле Рейнланд-Пфальц.
Входит в состав района Бад-Кройцнах. Подчиняется управлению Майзенхайм. Население составляет 711 человек (на 31 декабря 2010 года). Занимает площадь 10,14 км².